# العلاقات الباكستانية البوتانية
العلاقات الباكستانية البوتانية هي العلاقات الثنائية التي تجمع بين باكستان وبوتان.

## مقارنة بين البلدين
هذه مقارنة عامة ومرجعية للدولتين:
| وجه المقارنة                                              | باكستان                     | بوتان          |
| --------------------------------------------------------- | --------------------------- | -------------- |
| المساحة (كم2)                                             | 881.91 ألف                  | 38.39 ألف      |
| عدد السكان (نسمة)                                         | 197.02 مليون                | 807.61 ألف     |
| الكثافة السكانية (ن./كم²)                                 | 223.4                       | 21.04          |
| العاصمة                                                   | إسلام آباد                  | تيمفو          |
| اللغة الرسمية                                             | لغة إنجليزية، اللغة الأردية | لغة دزونكا     |
| العملة                                                    | روبية باكستانية             | نغولترم بوتاني |
| الناتج المحلي الإجمالي (بليون دولار)                      | 304.95 مليار                | 2.51 مليار     |
| الناتج المحلي الإجمالي (تعادل القوة الشرائية) بليون دولار | 946.67 مليار                | 6.49 مليار     |
| الناتج المحلي الإجمالي الاسمي للفرد دولار أمريكي          | 1.43 ألف                    | 2.66 ألف       |
| الناتج المحلي الإجمالي للفرد دولار أمريكي                 | 4.81 ألف                    | 7.82 ألف       |
| مؤشر التنمية البشرية                                      | 0.538                       | 0.605          |
| رمز المكالمات الدولي                                      | +92                         | +975           |
| رمز الإنترنت                                              | .pk                         | .bt            |
| المنطقة الزمنية                                           | ت ع م+05:00                 | ت ع م+06:00    |

## منظمات دولية مشتركة
يشترك البلدان في عضوية مجموعة من المنظمات الدولية، منها:
| علم المنظمة | اسم المنظمة                        | تاريخ انضمام باكستان | تاريخ انضمام بوتان |
| ----------- | ---------------------------------- | -------------------- | ------------------ |
|             | وكالة ضمان الاستثمار متعدد الأطراف | 12 أبريل 1988        | 21 أكتوبر 2014     |
|             | منظمة الشرطة الجنائية الدولية      | ?                    | ?                  |
|             | منظمة حظر الأسلحة الكيميائية       | ?                    | ?                  |
|             | الأمم المتحدة                      | 30 سبتمبر 1947       | 21 سبتمبر 1971     |
|             | مؤسسة التمويل الدولية              | 20 يوليو 1956        | 1 ديسمبر 2003      |
|             | يونسكو                             | 14 سبتمبر 1949       | 13 أبريل 1982      |
|             | بنك التنمية الآسيوي                | 1966                 | 1982               |
|             | البنك الدولي للإنشاء والتعمير      | 11 يوليو 1950        | 28 سبتمبر 1981     |
|             | الاتحاد البريدي العالمي            | ?                    | ?                  |
|             | الاتحاد الدولي للاتصالات           | 26 أغسطس 1947        | 15 سبتمبر 1988     |

## وصلات خارجية
- موقع وزارة الخارجية الباكستانية
- موقع وزارة الخارجية البوتانية